# The Temple of the Lion
The Temple of the Lion è un cortometraggio muto del 1914 diretto da Francis J. Grandon.  È il terzo episodio, conosciuto anche con il titolo completo The Adventures of Kathlyn 3: The Temple of the Lion, del serial The Adventures of Kathlyn.

## Produzione
Il film fu prodotto dalla Selig Polyscope Company.

## Distribuzione
Distribuito dalla General Film Company, il film - un cortometraggio in due bobine - uscì nelle sale cinematografiche statunitensi il 26 gennaio 1914.